# Adigun Salami
Adigun Taofeek Salami (* 6. Mai 1988 in Lagos) ist ein ehemaliger nigerianischer Fußballspieler.

## Karriere
Adigun Salami begann seine Karriere in seiner Nigerianischen Heimat beim FC Ebedei, bevor er in die Jugend des FC Midtjylland wechselte. In Dänemark angekommen konnte er auf Anhieb durch seine physisch starke Spielweise Aufmerksamkeit auf sich ziehen, auch bei anderen Vereinen unter anderem dem FC Chelsea. Sein Profidebüt für den Verein aus Herning gab er am 19. Juli 2006 in der Superliga gegen Odense BK. Im Oktober 2008 verlängerte der damals zwanzigjährige Salami den Vertrag beim dänischen Superligisten bis Sommer 2012. 2008/2009 und erneut 2011/12 spielte er in der Qualifikation für die Europa League.
Beim FC Midtjylland stand er als einer von insgesamt fünf Spielern im Kader, die früher beim FC Ebedei gespielt haben und aus Nigeria stammen. 2012 wechselte er innerhalb der ersten dänischen Liga zu SönderjyskE. Mitte 2015 wurde er vereinslos und fand erst Mitte Februar 2016 einen neuen Verein. Mit Middelfart spielte er dann in der dritten dänischen Liga. Mitte 2018 wurde er erneut vereinslos und beendete Mitte 2019 seine Karriere ohne einen neuen Verein gefunden zu haben.